# Mas de l'Aranet
Mas de l'Aranet és un edifici del municipi de El Cogul, a la comarca de les Garrigues.